# Cërrik
Cërrik là một đô thị trong quận Elbasan thuộc hạt Elbasan, Albania. Dân số năm 2005 là 9427 người.